# Watari
Watari (亘理町?) è una cittadina giapponese della prefettura di Miyagi.